# The Sound of the Crowd
The Sound of the Crowd är en låt av den brittiska synthpopgruppen The Human League utgiven 1981.
Låten, skriven av sångaren Philip Oakey och keyboardisten Ian Burden, utgavs som singel i april 1981 och blev gruppens första framgång på brittiska singellistan där den nådde 12:e plats. Den finns med på albumet Dare som utgavs senare samma år och på alla gruppens Greatest Hits-samlingar. B-sidan The Sound of the Crowd (Add Your Voice) finns med på remixalbumet Love and Dancing från 1982.

## Utgåvor
7" Virgin Records VS 416
1. "The Sound of the Crowd (Single Version)"  – 3.58
2. "The Sound of the Crowd (Add Your Voice)" - 3.05

12" Virgin Records VS 416-12
1. "The Sound of the Crowd (Complete)" – 6.28
2. "The Sound of the Crowd (Instrumental)" – 4.11

12" EP Virgin Records VEP 304 (Utgiven endast i Kanada)
1. "The Sound of the Crowd" – 3.58
2. "Tom Baker" – 4.01
3. "Boys and Girls" – 3.14
4. "Dancevision" – 2.21
5. "The Sound of the Crowd (Add Your Voice)" – 3.05